# Атомная энергетика Индии
Атомная энергетика вырабатывает 3,22 % электроэнергии в Индии. По состоянию на январь 2021 года, Индия имеет 23 действующих промышленных ядерных реактора суммарной мощностью 6,9 ГВт. В стране строится 6 новых реакторов, общей мощностью около 4,2 ГВт.
Индия одной из первых среди развивающихся стран приступила к практическому применению ядерной энергии в мирных целях. В области атомной технологии был создан полный цикл, включающий разведку, добычу, очистку и переработку ядерных материалов, производство топливных тепловыделяющих сборок для реакторов (Комплекс по производству ядерного топлива — монополист в Индии), эксплуатацию атомных электростанций (Индийская корпорация по атомной энергии — единственная эксплуатирующая АЭС организация в Индии).

## Предпосылки развития ядерной энергетики в Индии
Проектам использования ядерной энергии в Индии уделялось серьёзное внимание буквально с первых месяцев независимости. Это обусловлено своеобразием природной базы топливно-энергетических ресурсов Индии. Результаты разведки на нефть были малозначительны, и к 1947 г. в Индии имелось одно месторождение нефти в Дигбое (штат Ассам). Последующие изыскания подчеркнули ограниченность запасов нефти в стране, поэтому Индия стала крупнейшим нефтеимпортером среди развивающихся стран. По данным на 2005 год, Индия имеет 5,9 млрд баррелей нефти доказанных запасов, потребляя 2485 баррелей в день, чего может хватить всего лишь на 20 лет при условии сохранения современного уровня объема добычи — около 800 тысяч баррелей в день. Вместе с тем по потреблению энергоресурсов в расчете на душу населения она имеет одни из низких показателей. Уголь в Индии не представляет собой какой-либо существенной альтернативы, поскольку во-первых, 35 % территории Индии приходятся на районы, отдаленные от месторождений угля на расстояние свыше 800 км, во-вторых, уже сейчас его потребление, пусть и незначительно, но превышает добычу (212 и 199 млн тонн нефтяного эквивалента соответственно).

## Особенности программы развития
Развитие атомной энергетики в Индии прошло несколько этапов. Её зарождение относится к началу 1950-х годов, когда известный индийский физик Х. Бхабха разработал стратегическую программу развития индийской атомной энергетики. Программа исходила из того, что залежи урана в Индии скромны по сравнению с другими государствами мира, в то же время запасы тория огромны. Поэтому не исключена возможность того, что в относительно недалеком будущем ресурсы урана могут ограничить масштабы развития атомной энергетики. Долгосрочную трехстадийную программу развития атомной энергетики Индии и перспективы её развития Бхабха связывал не с расширением запаса урана, а с вовлечением в эксплуатацию запасов тория, с разработкой так называемого ториевого цикла, что обусловлено своеобразием ресурсной базы страны.

## Первые АЭС, проблемы и решения
Первая АЭС была построена в Тарапуре (штат Махараштра) и пущена в эксплуатацию в 1969 году. Мощность этой АЭС — 420 МВт. Технический проект Тарапурской АЭС был разработан компанией General Electric (США). Она имела два кипящих легководных реактора. В реакторах в качестве ядерного топлива использовался обогащенный уран, поставки которого из США были обеспечены соглашением на 30-летний срок. Общая сумма кредитов, предоставленных Индии на строительство этой станции, составляла 95 млн долл. Но США нарушили свои обязательства ввиду ряда причин, последние поставки урана из США были получены в 1980 году. Ситуация была разрешена подписанием в 1982 году соглашения о поставках урана из Франции.
Учтя горький опыт АЭС в Тарапуре, индийские ученые применили методы использования местного урана на последующих атомных электростанциях (в Раджастхане, Мадрасе, Нароре), где были установлены тяжеловодные реакторы на природном уране. Реакторы этого типа были признаны индийскими специалистами наиболее подходящими природным ресурсам страны, так как из-за небольшого содержания урана его обогащение экономически нецелесообразно. 
Уже в 1970-е годы было решено, что технической базой атомной энергетики Индии в ближайшие десятилетия будут именно канадские реакторы типа CANDU.
Атомная станция в Раджастане явилась первой, где использовался данный реактор, она была введена в строй в 1972 году. Основная часть оборудования была произведена в Канаде. С начала 1980-х годов Раджастанская электростанция действовала на 40 % своей мощности, режим её работы характеризуется хроническими техническими неполадками. Частично все эти проблемы можно объяснить прекращением технического содействия Канады, частично плохим состоянием энергосистемы, с которой она была связана, а также пренебрежением руководством основными техническими правилами.
Следует отметить, что прекращение американской и канадской технической помощи вызвало задержку и увеличение стоимости строительства атомных объектов. Кроме того, возрастание стоимости строительства явилось следствием роста цен на основные материалы и оборудование. В результате фактическая стоимость Тарапурской атомной станции составила 970 млн рупий при проектной 485 млн, а стоимость строительства первого блока Раджастанской атомной станции увеличилась с 340 млн до 733 млн рупий, второго блока — с 582 млн до 943 млн рупий.
Исходя из этих данных, мы можем проанализировать проблемы, с которыми индийская энергетика столкнулась в первоначальный период развития своей атомной отрасли. Они, прежде всего, были порождены теми обстоятельствами, что исследуемая отрасль находилась на более высоком техническом уровне, чем промышленность Индии в целом. Кроме того, мы можем наблюдать высокую зависимость от иностранных инвестиций при строительстве АЭС и от поставок сырья в течение их работы. Спустя тридцать с лишним лет картина совершенно изменилась.

## Состояние развития ядерной энергетики в настоящее время
В 2005 г. в Индии осуществлен физпуск атомного энергоблока Tarapur-4 мощностью 540 МВт. Этот энергоблок, на котором установлен характерный для индийского атомного комплекса тяжеловодный реактор под давлением (PHWR), стал после ввода в эксплуатацию самым мощным атомным энергоблоком в Индии. Строительство этого блока, равно как и идентичного Tarapur-3, было начато в октябре 1998 года. Летом 2004 года на блоке приступили к проведению пусконаладочных работ.
Темпы сооружения Tarapur-3 несколько отстают от Tarapur-4, однако по состоянию на начало февраля 2005 года, уровень готовности блока декларировался равным 89,2 %. Тем не менее, в целом индийские атомщики опережали исходный график работ, согласно которому физпуск первого из новых блоков планировался на октябрь 2005 года. На АЭС Тарапур функционируют еще два атомных энергоблока с реакторами BWR мощностью по 160 МВт.
Проект энергоблока с реактором PHWR-540 был создан силами специалистов Индийской корпорации по атомной энергии. Все необходимое оборудование было произведено на индийских предприятиях. Реактор использует природный уран в качестве топлива и тяжёлую воду в качестве замедлителя и теплоносителя. Tarapur-4 был сдан в эксплуатацию в августе 2005 года. Индия сумела достичь существенного прогресса в своей ядерной программе и разработать оригинальные технологии. Зависимость Индии от иностранного оборудования и материалов в атомной промышленности не превышает, по оценкам специалистов Комиссии по атомной энергии Индии (ДАЭ), 10—15 %. 
В настоящее время в стране в эксплуатации находятся 22 атомных энергоблока. Из них только пять — в Тарапуре и Раджастане — находились под гарантиями МАГАТЭ до подписания в 2005 году Соглашения с США. 
По оценкам специалистов, обладая необходимым потенциалом и отработанной технологией сооружения тяжеловодных реакторов, Индия в ближайшей перспективе может стать поставщиком данного типа АЭС в другие страны, прежде всего — Южной Азии. В настоящее время ДАЭ активно прорабатывает проект строительства АЭС во Вьетнаме.
Россия строит в Индии АЭС Куданкулам, атомную станцию с шестью энергоблоками с реакторами ВВЭР-1000. По состоянию на конец 2022 года первая очередь (реакторы №1 и №2) сдана в промышленную эксплуатацию, запущен реактор №3 второй очереди, реактор №4 строится. Подписаны договоры на строительство ещё двух реакторов, третьей очереди.

Истощающиеся запасы урана в Индии на протяжении многих лет стагнировали рост ядерной энергетики в стране. Открытый в 2000-х рудник в поясе Туммалапалле (en:Tummalapalle uranium mine) может входить в число 20 крупнейших запасов природного урана во всем мире. 
Ядерное соглашение между Индией и США также проложило путь Индии к импорту урана из других стран.